# Józef Garas
Józef Bolesław Garas – (ur. 1909, zm. 17 października 1989 w Warszawie) polski historyk, pułkownik Wojska Polskiego.
Płk Józef Garas był wieloletnim pracownikiem naukowym Wojskowego Instytutu Historycznego. Był od 1959 roku kierownikiem Zakładu II Historii Walki pod Okupacją tegoż instytutu.
Został pochowany 24 października 1989 na warszawskim Cmentarzu Północnym.

## Wybrane publikacje
- (redakcja) Wspomnienia żołnierzy Gwardii i Armii Ludowej, Warszawa: Wydawnictwo Ministerstwa Obrony Narodowej 1958 (wyd. 2 nowe, popr. i uzup. 1962).
- Oddziały Gwardii Ludowej i Armii Ludowej 1942-1945, Warszawa: Wydawnictwo Ministerstwa Obrony Narodowej 1963 (wyd. 2 popr. i uzup. - 1971).
- (współautor: Tadeusz Tarnogrodzki), Naród polski w okresie II wojny światowej, Warszawa: Państwowe Zakłady Wydawnictw Szkolnych 1965 (wyd. 2 - 1968).
- Na szlakach walk Armii Ludowej, Warszawa: Państwowe Zakłady Wydawnictw Szkolnych 1968.
- (współautor: Tadeusz Tarnogrodzki), Druga wojna światowa, Warszawa: Państwowe Zakłady Wydawnictw Szkolnych 1965 (wyd. 2 - 1969).
- Alowcy Kielecczyzny 1944, Warszawa: Wydaw. Ministerstwa Obrony Narodowej 1975.
- Wyspa Juranda, Warszawa: Wydaw. Ministerstwa Obrony Narodowej 1977.
- Kwiaty na pogorzelisku, Warszawa: Wydawnictwo Ministerstwa Obrony Narodowej 1979.
- Czołówka ląduje w mroku, Warszawa: Wydaw. Min. Obrony Narodowej 1981.
- (redakcja) Marian Spychalski, Początek walki: fragmenty wspomnień, do dr. przygot. Józef Bolesław Garas i Marian Stysiak, Warszawa: Wydaw. Min. Obrony Narodowej 1983.

## Odznaczenia
- Brązowy Medal „Za zasługi dla obronności kraju” (1967)[5]